# Cervo (Italie)
Pour les articles homonymes, voir Cervo.
Cervo est une commune italienne de la province d'Imperia dans la région Ligurie en Italie.

## Monuments et patrimoine
- San Giovanni Battista, majestueuse église paroissiale qui domine le bourg, représente un exemple important de l'architecture baroque en Ligurie. Cette église fut construite d'après le projet de Gio Batta Maravaldi grâce aux richesses provenant du commerce du corail; à l'intérieur les stucs du XVIIIe siècle sont de grande valeur. En été les concerts du Festival International de Musique de Chambre se déroulent sur son parvis.

## Administration
| Période                                  | Période | Identité | Étiquette | Qualité |
| ---------------------------------------- | ------- | -------- | --------- | ------- |
|                                          |         |          |           |         |
| Les données manquantes sont à compléter. |         |          |           |         |

### Communes limitrophes
Andora, San Bartolomeo al Mare